# Anita Gutbrod
Anita Gutbrod (1903 - 1967) fue una nadadora argentina especializada en larga distancia a río abierto y permanencia en el agua. Entre el 13 y el 14 de marzo de 1923, cuando tenía 20 años, nadó durante 22 h y 47 min y obtuvo el récord mundial femenino de permanencia en el agua.
Aprendió a nadar desde pequeña en el arroyo bonaerense Caraguatá, de aguas amarronadas, lindante con la quinta que sus padres, inmigrantes alemanes, habían comprado en una isla de la zona. Luego tomó clases en el Club de Gimnasia y Esgrima de Buenos Aires.
Tras comenzar a nadar en aguas abiertas rivalizó con Lilian Harrison, argentina hija de inmigrantes ingleses, con la que continuamente se superaban.
La consagración final de Gutbrod llegó el 14 de marzo de 1923, casi un día entero después de que ambas competidoras se lanzaran al río Paraná desde la ciudad de Zárate, frente al Frigorífico Anglo. Para protegerse del frío, Gutbrod untó su cuerpo con una mezcla de aceite de bacalao, vaselina y lanolina y a las 15:25 del 13 de marzo de 1923 se lanzó al agua. Acompañaron el recorrido las lanchas Perseverancia y La Talita.

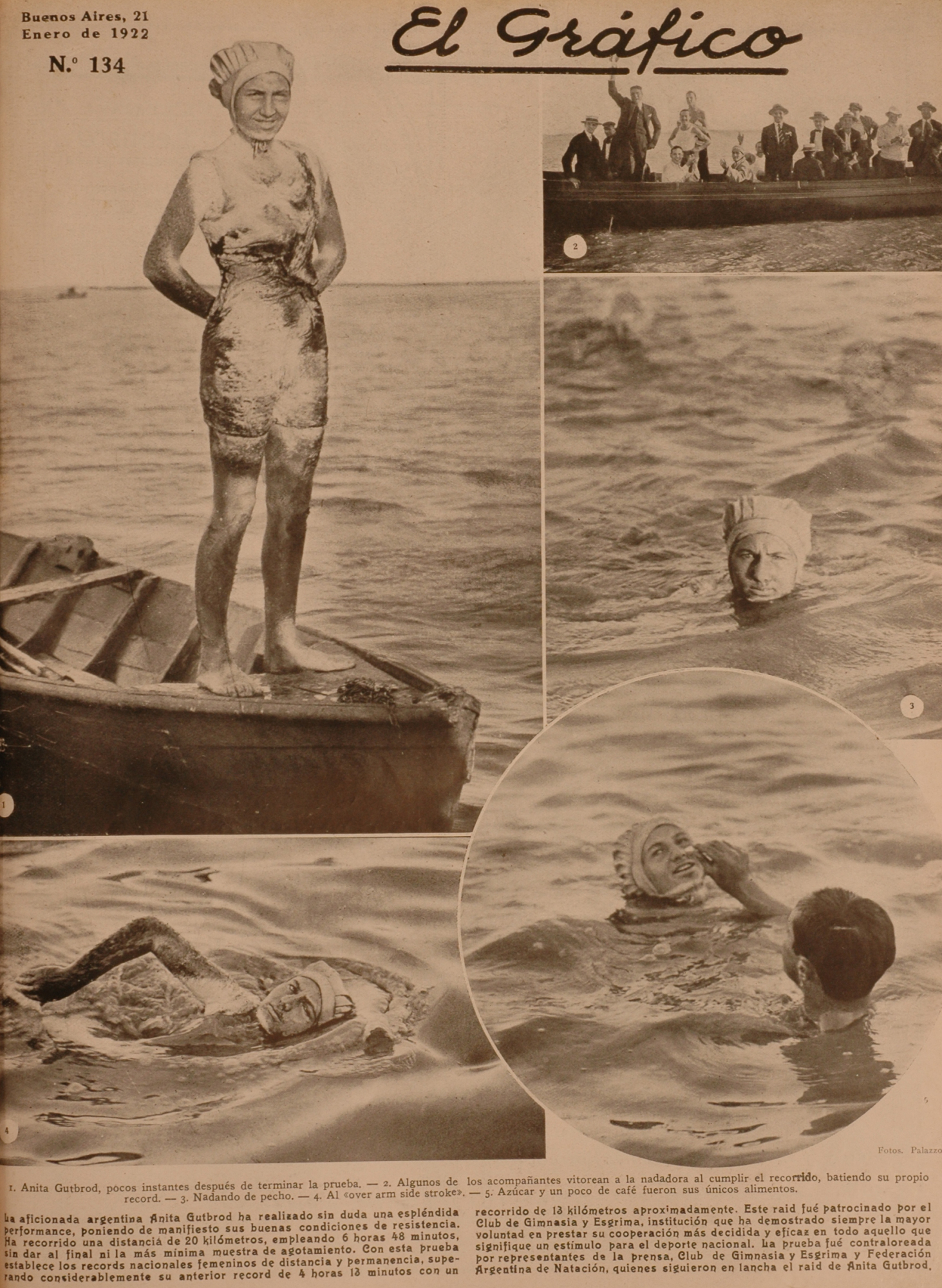
Anita Gutbrod en la tapa de la revista El Gráfico del 21 de enero de 1922.

Durante la noche atravesó el canal Arias, en el tramo inferior del delta del Paraná y, antes de llegar al río Luján, ya había dejado atrás a Lilian Harrison. Ya de día, cuando nadaba en aguas del río Luján, los isleños comenzaron a aplaudirla y a arrojar flores al agua. En su recorrido pasó por la boca del arroyo Caraguatá, donde vivía y había aprendido a nadar, y a partir del mediodía los isleños comenzaron a seguirla en sus propias embarcaciones.
Tras nadar dos kilómetros más que su rival y llegar al récord de 22 h y 47 min, Gutbrod pidió que la subieran a una de las embarcaciones.
Luego de su récord, dejó de competir para ser profesora de natación del Club de Gimnasia y Esgrima de Buenos Aires hasta la década de 1950.